# Сетарије (Козенца)
Сетарије је насеље у Италији у округу Козенца, региону Калабрија.
Према процени из 2011. у насељу је живело 239 становника. Насеље се налази на надморској висини од 911 м.